# Holger Werner
Holger Werner (* 24. Januar 1968 in Ludwigshafen am Rhein) ist ein ehemaliger deutscher Hallen- und Beachvolleyballspieler.

## Karriere
Holger Werner spielte in den frühen 1990er Jahren Hallenvolleyball in der Bundesliga beim VfB Friedrichshafen, wo er zusammen mit Burkhard Sude auch am europäischen CEV-Pokalwettbewerb teilnahm. Anschließend spielte Werner sechs Jahre beim Ligakonkurrenten SV Fellbach, wo er 1997/98 an der Seite von Michael Dornheim und Dirk Oldenburg Deutscher Vizemeister wurde. Auch in der deutschen Nationalmannschaft hatte er einige Einsätze. Parallel hierzu spielte Holger Werner auch Beachvolleyball an der Seite von Burkhard Sude, mit dem er 1995 Deutscher Vizemeister wurde. Außerdem starteten Sude/Werner 1995 und 1996 auf einigen Turnieren der FIVB World Tour.